# Millery (Meurthe i Mozela)
Millery – miejscowość i gmina we Francji, w regionie Grand Est, w departamencie Meurthe i Mozela. W 2013 roku populacja gminy wynosiła 651 mieszkańców. 

## Demografia
W 2013 roku populacja ówczesnej gminy Millery liczyła 651 mieszkańców. 
|  |

Źródła:
cassini/EHESS (dla danych z lat 1962-2006)
INSEE (dla danych z 2008 i 2013 roku)